# 方万洙
方 万洙（パン・マンス、朝鮮語: 방만수/方萬洙、1919年10月12日 - 2005年1月26日）は、大韓民国の警察官、政治家。第2代韓国国会議員。
本貫は温陽方氏。号は夷谷（イゴク、이곡）。

## 経歴
日本統治時代の慶尚北道慶山郡出身。満洲国立ハルビン大学（現・吉林大学）法科卒後、長年農場を経営した。光復後は帰国し、慶山警察署の警察官、大韓食糧経営団副社長、慶山高等学校校長、財団法人彰善学園理事長などを務めた。1950年の第2代総選挙で無所属で当選した後、自由党に入党した。
2005年1月26日、持病により死去。享年87。